# Sheffield (Iowa)
Sheffield é uma cidade localizada no estado americano de Iowa, no Condado de Franklin.

## Demografia
Segundo o censo americano de 2000, a sua população era de 930 habitantes.
Em 2006, foi estimada uma população de 1001, um aumento de 71 (7.6%).

## Geografia
De acordo com o United States Census Bureau tem uma área de
14,5 km², dos quais 14,4 km² cobertos por terra e 0,1 km² cobertos por água. Sheffield localiza-se a aproximadamente 328 m acima do nível do mar.

## Localidades na vizinhança
O diagrama seguinte representa as localidades num raio de 20 km ao redor de Sheffield.